# Australian Championships 1964
Gli Australian Championships 1964 (conosciuto oggi come Australian Open) sono stati la 52ª edizione degli Australian Championships e prima prova stagionale dello Slam per il 1964. Si è disputato dal 4 al 13 gennaio 1964 sui campi in erba al Milton Courts di Brisbane in Australia. Il singolare maschile è stato vinto dall'australiano Roy Emerson, che si è imposto sul connazionale Fred Stolle in 3 set. Il singolare femminile è stato vinto dall'australiana Margaret Smith, che ha battuto Lesley Turner, anche d'Australia, in 2 set. Nel doppio maschile si è imposta la coppia formata da Bob Hewitt e Fred Stolle, mentre nel doppio femminile hanno trionfato Judy Tegart Dalton e Lesley Turner. Il doppio misto è stato vinto da Margaret Smith Court e Ken Fletcher.

## Risultati

### Singolare maschile
Roy Emerson ha battuto in finale  Fred Stolle  6-3, 6-4, 6-2

### Singolare femminile
Margaret Court ha battuto in finale  Lesley Turner  6-3, 6-2

### Doppio maschile
Bob Hewitt /  Fred Stolle hanno battuto in finale  Roy Emerson /  Ken Fletcher, 6-4, 7-5, 3-6, 4-6, 14-12

### Doppio femminile
Judy Tegart Dalton /  Lesley Turner hanno battuto in finale  Robyn Ebbern /  Margaret Court, 6-4, 6-4

### Doppio misto
Margaret Court /  Ken Fletcher hanno battuto in finale  Jan Lehane /  Mike Sangster, 6-3, 6-2